# Filizola
Filizola foi a primeira fabricante brasileira de balanças. A empresa foi fundada em 1886 pelo imigrante italiano Vicente Filizola. Encerrou suas atividades em 2014, devido a problemas financeiros.

## História
A empresa foi fundada em 1886 por Vicente Filizola. A primeira balança da Filizola foi construída de forma artesanal.
A primeira ampliação da Filizola se deu em 1920, quando a fábrica da empresa passou a funcionar no bairro do Canindé, em São Paulo. Naquela época, as balanças ainda eram feitas artesanalmente, de ferro. Em 1929, a segunda geração da família começou a administrar a empresa.
Em 5 de abril de 1936, a Filizola completou 50 anos. Foi nesta época que começaram a ser fabricados os primeiros cortadores manuais da companhia. Nesta década, também foram fabricadas as primeiras balanças semiautomáticas vermelhas, que se consagraram por muito tempo como a marca registrada da Filizola.
Já em 1951, a Filizola comemorou a marca histórica de 500.000 balanças produzidas. Dois anos mais tarde, seguindo os avanços tecnológicos, a empresa começou a fabricar os primeiros cortadores elétricos do mercado.
Em 1967, a fábrica da Filizola foi transferida para uma área de 20.000 m2, no bairro do Pari, em São Paulo. Após exaustivas pesquisas, a Filizola lançou, em 1979, a primeira balança eletrônica da América Latina. 
A partir dos anos 80, a Filizola passou a produzir também leitores e impressoras de códigos de barras.
Com a chegada do fim dos anos 90, a Filizola teve o início da administração pela terceira geração da família. 
Em 2004, a Filizola fechou suas fábricas localizadas no bairro do Pari, em São Paulo e no bairro Vila São João, em Guarulhos (SP) e mudou as operações da empresa para Campo Grande (MS). 
Em 2012, com 280 funcionários e duas unidades fabris em Campo Grande (MS), a Filizola entrou em recuperação judicial.
Em 2014, com R$ 25 milhões em dívidas, foi decretada a falência da companhia.